# Живот и прикљученија
Живот и прикљученија (оригинално објављено под називом: Живот и прикљученија Димитрија Обрадовића нареченога у калуђерству Доситеја њим истим исписан и издат) је аутобиографско дело Доситеја Обрадовића, главне и средишне личности српске књижевности просветитељства.

## О делу
Доситејев Живот и прикљученије је, поред осталог, прича о ослобађању сопственог ума за самостално мишљење. У делу се смењују приче о догађајима и наравоученија - моралистичке поуке. Понегде се и преплићу, када одмах за описом догађаја следи и пишчев коментар. У том погледу Доситејева аутобиографија личи на моралистички роман 18. века, какви су и Робинсон Крусо Данијела Дефоа и Волтеров Кандид.
Ово дело није само сведочанство пишчевог живота, већ и српског друштва тог времена, које је он критички осмотрио и субјективно анализирао. Зато се не може класификовати ни као роман, ни као прича, већ као својеврсно “писмо”, написано како би њиме писац комуницирао с друштвом. Најпре са својом породицом, а онда и свима који желе да слушају. Ова стара форма има јаку документаристичку вредност, јер јасно предочава слике из неких прошлих времена.

### Први део живота
Састоји се из поглавља у којима се описује рођење, родитељи, ујак, детињство, занат, бекство у манастир Хопово. Ово своје казивање Доситеј час назива „историја“ час „доживљај“. Детаљно приповеда о свим појединостима најранијег детињства, али је то приповедање прожето моралним коментарима, саветима родитељима и читаоцима, коментарима свега што описује. Свако поглавље завршава се есејистичко-филозофским сегментом са идеолошком критиком манастира, монаха и сујеверја или пак излагањем сопствених идеја о слободном мишљењу, васпитању појединца и просвећивању народа. Тако се свака целина овог дела живота може поделити на два дела - приповедни и рефлексивни са наравоученијем.

### Други део живота
Описује историју која започиње „бекством из раја“, из Хопова, па све до боравка y Лајпцигу, где ће започети издавање својих књига. У чему су приказани сви они догађаји који везују младог Доситеја за овај свет наспрам оног y којем је до тада живио. Игуман овога манастира Теодор Милутиновић главни је кривац управо за такво нешто, наиме он га одвраћа у некој мери од свих до тада познатих књига о манастиру, вјери и другим нематеријалним тј духовним стварима којима се он и био посветио. Тјера га да путује и упознаје нове обичаје, језике - људе уопште итд.